# Barbara Kostrzewska
Barbara Kostrzewska (* 29. September 1915 in Jodłowa; † 14. Oktober 1986 in Warschau) war eine polnische Sängerin (lyrischer Koloratursopran) und Musikpädagogin.
Kostrzewska absolvierte ein Lehrerseminar und erhielt am Krakauer Konservatorium eine Ausbildung als Musik- und Gesangslehrerin für Sekundarschulen. Sie lebte dann in Przemyśl, wo sie am Lehrerseminar unterrichtete und am Teatr Fredreum auftrat. Daneben nahm sie Gesangsunterricht bei August Dianni in Lemberg, wo sie auch ihren ersten Rundfunkauftritt hatte.
1937 debütierte sie am Warschauer Teatr Wielki. Während des Krieges trat sie in Opern- und Revueprogrammen der Theater von Warschau und Lemberg auf. Als Krankenschwester und Verbindungsoffizierin war sie in der Polnischen Heimatarmee aktiv und flüchtete nach der Niederlage des Warschauer Aufstandes nach Pilica.
Ab 1947 war sie Solistin an der Schlesischen Oper in Bytom, dem Teatr Wielki in Posen und der Nationaloper Warschau. Danach wirkte sie als künstlerische Leiterin und Solistin an den Musiktheatern Warschau und Lublin und als Regisseurin an der Niederschlesischen Operette in Breslau.